# Katsina (Local government area)
Katsina è una delle aree a governo locale (local government areas) in cui è suddiviso lo stato di Katsina, nella Repubblica Federale della Nigeria.
Si estende su una superficie di 142 km² e conta una popolazione di 318.459 abitanti.